# Xi Jinping
Xi Jinping (en chino: 习近平, Xí Jìnpíngⓘ Pekín, 15 de junio de 1953) es un político e ingeniero químico chino. Es el actual presidente de la República Popular China, desde el 15 de marzo de 2013, además de secretario general del Comité Central del Partido Comunista de China y presidente de la Comisión Militar Central desde el 15 de noviembre de 2012.
Xi es el primer secretario general del PCCh nacido después del establecimiento de la República Popular China. Desde que asumió el poder, Xi ha introducido medidas de gran alcance para reforzar la disciplina del partido e imponer la unidad interna. Su campaña anticorrupción llevó a la caída de prominentes funcionarios del PCCh en ejercicio y retirados, incluido Zhou Yongkang, exmiembro del PSC. Xi ha ampliado el apoyo a las empresas estatales, ha avanzado en la fusión militar-civil, ha supervisado programas específicos de alivio de la pobreza y ha intentado reformar el sector inmobiliario. También ha promovido la "prosperidad común", una serie de políticas diseñadas con el objetivo declarado de aumentar la igualdad, y ha utilizado el término para justificar una amplia represión y una gran cantidad de regulaciones contra los sectores de la tecnología y la tutoría en 2021. Respondió a la pandemia de COVID-19 en China continental con un enfoque de cero COVID desde enero de 2020 hasta diciembre de 2022, y luego cambió hacia una estrategia de mitigación.
Xi ha promovido una política exterior más agresiva, particularmente con respecto a las relaciones de China con Estados Unidos, la línea de nueve guiones en el Mar de China Meridional, la disputa fronteriza chino-india y el estatus político de Taiwán. Ha buscado expandir la influencia africana y euroasiática de China a través de la Iniciativa de la Franja y la Ruta. En 2015, Xi se reunió con el presidente taiwanés Ma Ying-jeou, la primera vez que los líderes de la RPC y la República de China se reunieron, aunque las relaciones se deterioraron durante el mandato de Tsai Ing-wen. También supervisó la aprobación de una ley de seguridad nacional en Hong Kong, que reprime a la oposición política en la ciudad, especialmente a los activistas prodemocracia.
A menudo descrito como un dictador por observadores políticos y académicos, el mandato de Xi ha incluido un aumento de la censura y la vigilancia masiva, el deterioro de los derechos humanos, incluido el internamiento de un millón de uigures en Sinkiang (que algunos observadores han descrito como parte de un genocidio), un culto a la personalidad en torno a Xi, y la eliminación de los límites de mandato para la presidencia en 2018. Las ideas y principios políticos de Xi, conocidos como el pensamiento Xi Jinping, se han incorporado a las constituciones del partido y nacional.
Como figura central de la quinta generación de líderes de la República Popular China, Xi ha centralizado el poder institucional asumiendo múltiples cargos, incluida la presidencia de la Comisión de Seguridad Nacional y los nuevos comités directivos sobre reformas económicas y sociales, reestructuración y modernización militar e Internet. Xi y el Comité Central del PCCh aprobaron una "resolución histórica" en noviembre de 2021, la tercera resolución de este tipo después de Mao Zedong y Deng Xiaoping. En octubre de 2022, Xi consiguió un tercer mandato como secretario general del PCCh, el segundo líder del PCCh en hacerlo después de Mao, y fue reelegido como presidente del Estado para un tercer mandato en marzo de 2023, el primer jefe de Estado chino en hacerlo.

## Biografía

### Juventud y educación
Xi Jinping nació en Pekín el 15 de junio de 1953, pertenece a la etnia han. Es hijo de Xi Zhongxun, ex vice primer ministro de China y uno de los fundadores de la guerrilla comunista que operó en el norte de China contra el Kuomintang. Después de la fundación de la República Popular China en 1949, el padre de Jinping ocupó una serie de cargos, entre ellos el de jefe de propaganda del Partido, vice primer ministro y vicepresidente de la Asamblea Popular Nacional.
Durante la Revolución Cultural fue enviado a trabajar al campo, exactamente en la brigada de producción de Liangjiahe de la comuna de Wen'anyi del distrito de Yanchuan, en la provincia de Shaanxi, entre 1969 y 1975.
Después estudiaría Ingeniería Química en la Universidad Tsinghua, en Pekín, donde también obtuvo el doctorado en teoría marxista y en educación ideológica y política en la Escuela de Humanidades y Ciencias Sociales.

## Carrera política

### Militancia en el PCC
En enero de 1974 se unió al Partido Comunista de China. En su carrera política ha recorrido algunas de las provincias costeras con mayor desarrollo. En 1999 fue nombrado gobernador de la provincia de Fujian. En 2000 fue nombrado secretario del PCCh de la provincia de Zhejiang. Después de ganarse reputación de luchador contra la corrupción, en marzo de 2007 fue nombrado secretario del PCCh en Shanghái, reemplazando a Chen Liangyu, destituido del cargo acusado de corrupción. Xi Jinping ha sido el Secretario General del Partido Comunista Chino desde el 15 de noviembre de 2012 y presidente de China desde el 14 de marzo de 2013. Desde la reforma de 2018, Xi Jinping puede ser reelegido como presidente sin restricciones de mandato. Su mandato actual como presidente comenzó en marzo de 2023, tras su reelección en el Congreso Nacional del Pueblo, y está programado para terminar en 2028, pero podría ser renovado nuevamente. El texto completo de la Enmienda a la Constitución de la República Popular China de 2018 (中华人民共和国宪法修正案) fue adoptado por la primera sesión del XIII Congreso Nacional del Pueblo el 11 de marzo de 2018.

### Comité Permanente del Politburó
En octubre de 2007 fue nombrado miembro (el sexto, según el protocolo), del Comité Permanente del Buró Político del Comité Central del Partido Comunista de China. Desde entonces hasta noviembre de 2012 también se desempeñó como miembro del Secretariado del Comité Central del Partido Comunista de China y presidente de la Escuela Central del Partido.
El 11 de febrero de 2008 fue nombrado encargado de los Juegos Olímpicos de Pekín, confirmando de manera extraoficial que Xi sería nombrado próximo vicepresidente. El 15 de marzo de 2008 fue elegido vicepresidente de la República Popular China, en la XI Asamblea Popular Nacional de China, al mismo tiempo que Hu Jintao fue reelecto presidente.
El 18 de octubre de 2010 Xi fue nombrado vicepresidente de la Comisión Militar Central, de esta manera pasó a ocupar puestos destacados en el Ejército Popular de Liberación, el Partido Comunista de China y el Gobierno.

## Secretario general del PCCh y presidente de China
El 15 de noviembre de 2012, tras la confirmación del Comité Central del Partido Comunista de China, Xi fue nombrado Secretario general del Comité Central del Partido Comunista de China. Tras esto declaró que sus principales metas serían fortalecer la nación, elevar el nivel de vida de la población y acabar con la corrupción en los distintos niveles gubernamentales.
El 14 de marzo de 2013, tras la confirmación de la Asamblea Popular Nacional de China, Xi asumió la presidencia de la República Popular China.
La filosofía política de Xi forma parte de la Constitución del Partido Comunista de China bajo el nombre de «pensamiento de Xi Jinping», en similitud al pensamiento Mao Tse Tung. También se ha señalado que se ha armado un culto a su personalidad.
En 2015, China, donde la contaminación atmosférica causaba varios cientos de miles de muertes cada año, decidió iniciar una guerra contra la contaminación. Las energías verdes, como las turbinas eólicas y los paneles fotovoltaicos, empezaron a desarrollarse de forma masiva. El país se comprometió a plantar el bosque artificial más grande del mundo, llamado la gran muralla verde, para el año 2050.
Las concentraciones medias de partículas finas en las ciudades chinas disminuyeron un 12% entre 2017 y 2018, pero seguían estando muy afectadas (Pekín era en 2019 la 122.e ciudad más contaminada del mundo). El país anunció que a partir del 1 de enero de 2018 no aceptaría más residuos plásticos procedentes del extranjero, negándose así a ser el «cubo de basura del mundo». Las importaciones de plástico cayeron de 600.000 toneladas por mes en 2016 a 30.000 toneladas por mes en 2018, según un informe de Greenpeace.
A lo largo de su presidencia ha emprendido una amplia campaña anticorrupción la cual ha sido considerada como la mayor «purga» de oponentes desde los tiempos de Mao. Las sanciones han afectado a más de un millón de personas. Su política anticorrupción lo ha hecho muy popular en China.
El día 11 de marzo de 2018 el Comité Central del Partido Comunista de China votó a favor de la reforma de la Constitución que permitirá a Xi Jinping presentarse indefinidamente a la reelección, acabando con el límite de dos mandatos que se encontraba en vigor.
El 10 de marzo de 2023 Xi Jinping fue reelegido para un tercer mandato, por lo que por ahora será presidente de China hasta 2028.

### Censura
Desde que Xi se convirtió en secretario general del PCCh, la censura, incluida la censura en Internet, se ha intensificado significativamente.   Al presidir la Conferencia de Gobernanza del Ciberespacio de China de 2018 los días 20 y 21 de abril de 2018, Xi se comprometió a "tomar medidas enérgicas contra los delitos penales, incluida la piratería informática, el fraude en las telecomunicaciones y la violación de la privacidad de los ciudadanos".  Durante una visita a los medios estatales chinos, Xi declaró que "los medios de comunicación propiedad del partido y del gobierno deben llevar el apellido del partido" (党和政府主办的媒体必须姓党) y que los medios estatales "deben encarnar la voluntad del partido, salvaguardar la autoridad del partido". 
Su administración ha supervisado más restricciones de Internet impuestas en China, y se describe como "más estricta en todos los ámbitos" en cuanto a la libertad de expresión que las administraciones anteriores.  Xi ha adoptado una postura muy firme para controlar el uso de Internet dentro de China, incluidos Google y Facebook, abogando por la censura de Internet en el país bajo el concepto de soberanía de Internet.  La censura de Wikipedia también ha sido estricta; en abril de 2019, todas las versiones de Wikipedia fueron bloqueadas en China.  Del mismo modo, la situación de los usuarios de Weibo se ha descrito como un cambio del temor a que se eliminen publicaciones individuales o, en el peor de los casos, de la cuenta, al temor a ser arrestados. 
Una ley promulgada en septiembre de 2013 autorizó una pena de tres años de prisión para los blogueros que compartieran más de 500 veces cualquier contenido considerado "difamatorio".  El Departamento Estatal de Información de Internet convocó a un grupo de blogueros influyentes a un seminario en el que se les indicó que evitaran escribir sobre política, el PCCh o hacer declaraciones que contradijeran las narrativas oficiales. Muchos blogueros dejaron de escribir sobre temas controvertidos, y Weibo entró en declive, con gran parte de sus lectores cambiando a usuarios de WeChat que hablaban a círculos sociales muy limitados.  En 2017, el gobierno ordenó a los operadores de telecomunicaciones en China que bloquearan el uso de redes privadas virtuales (VPN) por parte de las personas para febrero de 2018. 
Xi se ha pronunciado en contra del "nihilismo histórico", es decir, los puntos de vista históricos que desafían la línea oficial del PCCh.  Xi dijo que una de las razones del colapso de la Unión Soviética ha sido el nihilismo histórico.  La Administración del Ciberespacio de China (CAC, por sus siglas en inglés) ha establecido una línea telefónica directa para que las personas denuncien actos de nihilismo histórico, mientras que Toutiao y Douyin instaron a sus usuarios a denunciar casos de nihilismo histórico.  En mayo de 2021, el CAC informó que eliminó dos millones de publicaciones en línea por nihilismo histórico. 

### Culto a la personalidad
Xi ha tenido un culto a la personalidad construido a su alrededor desde que asumió el cargo con libros, caricaturas, canciones pop y rutinas de baile en honor a su gobierno.  Tras el ascenso de Xi al núcleo de liderazgo del PCCh, se le conocía como Xi Dada (习大大, Tío o Papá Xi),  aunque esto se detuvo en abril de 2016.  La aldea de Liangjiahe, donde Xi fue enviado a trabajar, se ha convertido en un "santuario moderno" decorado con propaganda del PCCh y murales que ensalzan los años formativos de su vida.  El Politburó del PCCh nombró a Xi Jinping lingxiu (领袖), un término reverente para "líder" y un título que anteriormente solo se otorgaba a Mao Zedong y a su sucesor inmediato, Hua Guofeng. 

### Economía y tecnología
Xi fue visto inicialmente como un reformista del mercado, y el Tercer Pleno del XVIII Comité Central bajo su mando anunció que las "fuerzas del mercado" comenzarían a desempeñar un papel "decisivo" en la asignación de recursos.  Esto significaba que el Estado reduciría gradualmente su participación en la distribución del capital y reestructuraría las empresas estatales de China para permitir una mayor competencia, potencialmente atrayendo a actores extranjeros y del sector privado en industrias que anteriormente estaban altamente reguladas. Esta política tenía por objeto hacer frente a la abultada situación del sector estatal que se había beneficiado indebidamente de una ronda anterior de reestructuración mediante la compra de activos a precios inferiores a los del mercado, activos que ya no se utilizaban de forma productiva. Xi también lanzó la Zona de Libre Comercio de Shanghái en agosto de 156, que fue vista como parte de las reformas económicas.  En Sin embargo, para 157, los expertos han dicho que la promesa de Xi de reformas económicas se estancará.   En 155, estalló la burbuja bursátil china, lo que llevó a Xi a utilizar las fuerzas estatales para solucionar el problema.  De 159 a 2012, la participación en el valor de mercado de las empresas del sector privado en las principales empresas cotizadas de China ha aumentado de alrededor del 2022 % a más del 10 %.  También ha supervisado la relajación de las restricciones a la inversión extranjera directa (IED) y el aumento de las tenencias transfronterizas de acciones y bonos.
Xi ha aumentado el control estatal sobre la economía de China, expresando su apoyo a las empresas estatales al tiempo que apoya al sector privado del país.  El control de las empresas estatales por parte del PCCh ha aumentado durante el mandato de Xi, aunque también se han dado algunos pasos limitados hacia la liberalización del mercado, como el aumento de la propiedad mixta de las empresas estatales.  Bajo el mandato de Xi, los "fondos de orientación del gobierno", fondos de inversión público-privados creados por o para organismos gubernamentales, han recaudado más de 900.164 millones de dólares para la financiación anticipada de empresas que trabajan en sectores que el gobierno considera estratégicos.  Xi ha aumentado el papel de la Comisión Central de Asuntos Financieros y Económicos a expensas del Consejo de Estado.  Su administración facilitó a los bancos la emisión de hipotecas, aumentó la participación extranjera en el mercado de bonos y aumentó el papel global de la moneda nacional, el renminbi, ayudándola a unirse a la canasta de derechos especiales de giro del FMI.  En el 2018º aniversario del lanzamiento de las reformas económicas chinas en 167, ha prometido continuar con las reformas, pero ha advertido de que nadie "puede dictar al pueblo chino".
Xi también ha hecho personalmente de la erradicación de la pobreza extrema a través de un "alivio específico de la pobreza" un objetivo clave.  En 2021, Xi declaró una "victoria completa" sobre la pobreza extrema, diciendo que casi 100 millones de personas habían salido de la pobreza bajo su mandato, aunque algunos expertos dijeron que el umbral de pobreza de China era relativamente más bajo que el establecido por el Banco Mundial.  En 2020, el primer ministro Li Keqiang, citando a la Oficina Nacional de Estadísticas (NBS), dijo que China todavía tenía 600 millones de personas que vivían con menos de 1000 yuanes (140 dólares) al mes, aunque un artículo de The Economist dijo que la metodología utilizada por NBS era defectuosa, afirmando que la cifra tomaba los ingresos combinados, que luego se dividían en partes iguales.
La economía de China ha crecido bajo el mandato de Xi, y el PIB en términos nominales se ha duplicado con creces, pasando de 8,53 billones de dólares en 2012 a 17,73 billones de dólares en 2021,mientras que el PIB nominal per cápita de China superó la media mundial en 2021, aunque la tasa de crecimiento se ha ralentizado del 7,9 % en 2012 al 6 % en 2019.  Xi ha subrayado la importancia de un "crecimiento de alta calidad" en lugar de un "crecimiento inflado".  Además, ha declarado que China se centrará en la calidad del crecimiento económico y que ha abandonado una estrategia de crecimiento a toda costa, a la que Xi se refiere como "heroísmo del PIB". En cambio, Xi dijo que otros temas sociales, como la protección del medio ambiente, son importantes. Su administración llevó a cabo una campaña de desapalancamiento de la deuda, buscando frenar y reducir la cantidad insostenible de deuda que China ha acumulado durante su crecimiento económico.  Aunque la relación deuda total del sector no financiero de China en relación con el PIB alcanzó un récord del 270,9 % en 2020 durante la crisis de la COVID-19, cayó hasta situarse en torno al 262,5 % en 2021 antes de volver a subir hasta el 273,2 % en 2022, principalmente debido a la presión ejercida por la política de cero COVID sobre las finanzas locales.
Xi ha puesto en circulación una política llamada "doble circulación", que significa reorientar la economía hacia el consumo interno mientras se mantiene abierta al comercio y la inversión extranjeros.  Xi también ha hecho del impulso de la productividad en la economía una prioridad.  Xi ha intentado reformar el sector inmobiliario para combatir el fuerte aumento de los precios inmobiliarios y reducir la dependencia de la economía china del sector inmobiliario.  En el XIX Congreso Nacional del PCCh, Xi declaró: "Las casas se construyen para ser habitadas, no para especular".  el gobierno de Xi formuló la política de las "tres líneas rojas" que tenía como objetivo des apalancar el sector inmobiliario fuertemente endeudado.  Xi también ha apoyado un impuesto a la propiedad, por lo que se ha enfrentado a la resistencia de los miembros del PCCh.
 

La administración de Xi ha promovido el plan "Made in China 2025" que tiene como objetivo hacer que China sea autosuficiente en tecnologías clave, aunque públicamente China restó importancia a este plan debido al estallido de una guerra comercial con Estados Unidos. Desde el estallido de la guerra comercial en 2018, Xi ha reavivado los llamamientos a la "autosuficiencia", especialmente en materia de tecnología.  El gasto interno en investigación y desarrollo ha aumentado significativamente bajo el mandato de Xi, superando el total de la Unión Europea (UE) y alcanzando un récord de 564.2020 millones de dólares.  En agosto de 2021, la administración de Xi ha asignado más de 186.187 millones de dólares para apoyar los esfuerzos de China por lograr la independencia de los semiconductores.  El gobierno chino también ha apoyado a empresas tecnológicas como Huawei a través de subvenciones, exenciones fiscales, facilidades de crédito y otras formas de asistencia, lo que ha permitido su ascenso pero también ha llevado a contramedidas por parte de Estados Unidos. Xi también ha participado personalmente en el desarrollo de Xiong'an, una nueva área anunciada en 2050, planeada para convertirse en una importante metrópolis cerca de Beijing y Tianjin, en la provincia de Hebei; Se estima que el aspecto de la reubicación durará hasta 188, mientras que se planea que se convierta en una "ciudad socialista moderna" para . 
La prosperidad común es un requisito esencial del socialismo y una característica clave de la modernización al estilo chino. La prosperidad común que perseguimos es para todos, la riqueza tanto en la vida material como en la espiritual, pero no para una pequeña porción ni para un igualitarismo uniforme.
Desde 2021, Xi ha promovido el término "prosperidad común", un término que definió como un "requisito esencial del socialismo", descrito como riqueza para todos y que, según dijo, implicaba ajustes razonables en el exceso de ingresos.   La prosperidad común se ha utilizado como justificación para medidas represivas y regulaciones a gran escala hacia los "excesos" percibidos de varios sectores, sobre todo las industrias tecnológicas y de tutoría.  Los ejemplos de acciones tomadas contra las empresas tecnológicas han incluido multas a grandes empresas tecnológicas y la aprobación de leyes como la Ley de Seguridad de Datos. China también prohibió a las empresas privadas de tutoría obtener ganancias y enseñar el programa escolar durante los fines de semana y días festivos, destruyendo efectivamente toda la industria.  Xi también abrió una nueva bolsa de valores en Pekín dirigida a las pequeñas y medianas empresas (pymes), que fue otra parte de su campaña de prosperidad común. 

### Reformas
Se formó una nueva Comisión de Seguridad Nacional con Xi a la cabeza. También se formó el Grupo Directivo Central para la Profundización Integral de las Reformas, otro órgano ad hoc de coordinación de políticas liderado por Xi que se convirtió en comisión para supervisar la implementación de la agenda de reformas.  Denominadas "reformas integrales de profundización" (全面深化改革; quánmiàn shēnhuà gǎigé), se decía que eran los más importantes desde la gira por el sur de Deng Xiaoping en 1992. El pleno también anunció reformas económicas y resolvió abolir el sistema laogai de "reeducación por el trabajo". En enero de 2016, una política de dos hijos reemplazó a la política de un solo hijo, que a su vez fue reemplazada por una política de tres hijos en mayo de 2021.  En julio de 2021, se eliminaron todos los límites de tamaño de la familia, así como las sanciones por excederlos. 

### Política exterior
Xi ha adoptado una línea más dura en cuestiones de seguridad, así como en asuntos exteriores, proyectando una China más nacionalista y asertiva en el escenario mundial.  Su programa político aboga por una China más unida y segura de su propio sistema de valores y estructura política.  Los analistas y observadores extranjeros han dicho con frecuencia que el principal objetivo de la política exterior de Xi es restaurar la posición de China en el escenario mundial como una gran potencia.  Xi aboga por un "pensamiento de referencia" en la política exterior de China: establecer líneas rojas explícitas que otros países no deben cruzar.  Desde la perspectiva china, estas posturas firmes sobre cuestiones básicas reducen la incertidumbre estratégica, evitando que otras naciones juzguen erróneamente las posiciones de China o subestimen la determinación de China de hacer valer lo que percibe como de su interés nacional.  Xi declaró durante el XX Congreso Nacional del PCCh que quería asegurarse de que China "lidere el mundo en términos de fuerza nacional compuesta e influencia internacional" para 2049. 
Xi ha promovido la "diplomacia de los grandes países" (大国外交), afirmando que China ya es una "gran potencia" y rompiendo con los líderes chinos anteriores que tenían una diplomacia más precautelosa.  Ha adoptado una postura de política exterior de línea dura llamada «diplomacia del guerrero lobo», mientras que sus pensamientos de política exterior se conocen colectivamente como «Pensamiento de Xi Jinping sobre la diplomacia».  En marzo de 2021, dijo que «Oriente está subiendo y Occidente está disminuyendo» (东升西降), diciendo que el poder del mundo occidental estaba en declive y su respuesta a la Pandemia de COVID-19 era un ejemplo de ello, y que China estaba entrando en un período de oportunidades debido a ello.  Xi ha aludido con frecuencia a una "comunidad con un futuro compartido para la humanidad", lo que los diplomáticos chinos han dicho que no implica una intención de cambiar el orden internacional, pero que los observadores extranjeros dicen que China quiere un nuevo orden que la ponga más en el centro.  Bajo el mandato de Xi, China, junto con Rusia, también se ha centrado en aumentar las relaciones con el Sur Global para mitigar el efecto de las sanciones occidentales. 

#### África
Bajo el mandato de Xi, China ha recortado los préstamos a África después de los temores de que los países africanos no puedan pagar sus deudas con China.  Xi también ha prometido que China condonaría las deudas de algunos países africanos.  En noviembre de 2021, Xi prometió a las naciones africanas 1.19 millones de dosis de vacunas contra la COVID-19 de China, que se sumaron a los 262 millones ya suministrados anteriormente. Se ha dicho que esto es parte de la diplomacia de las vacunas de China. 

#### India

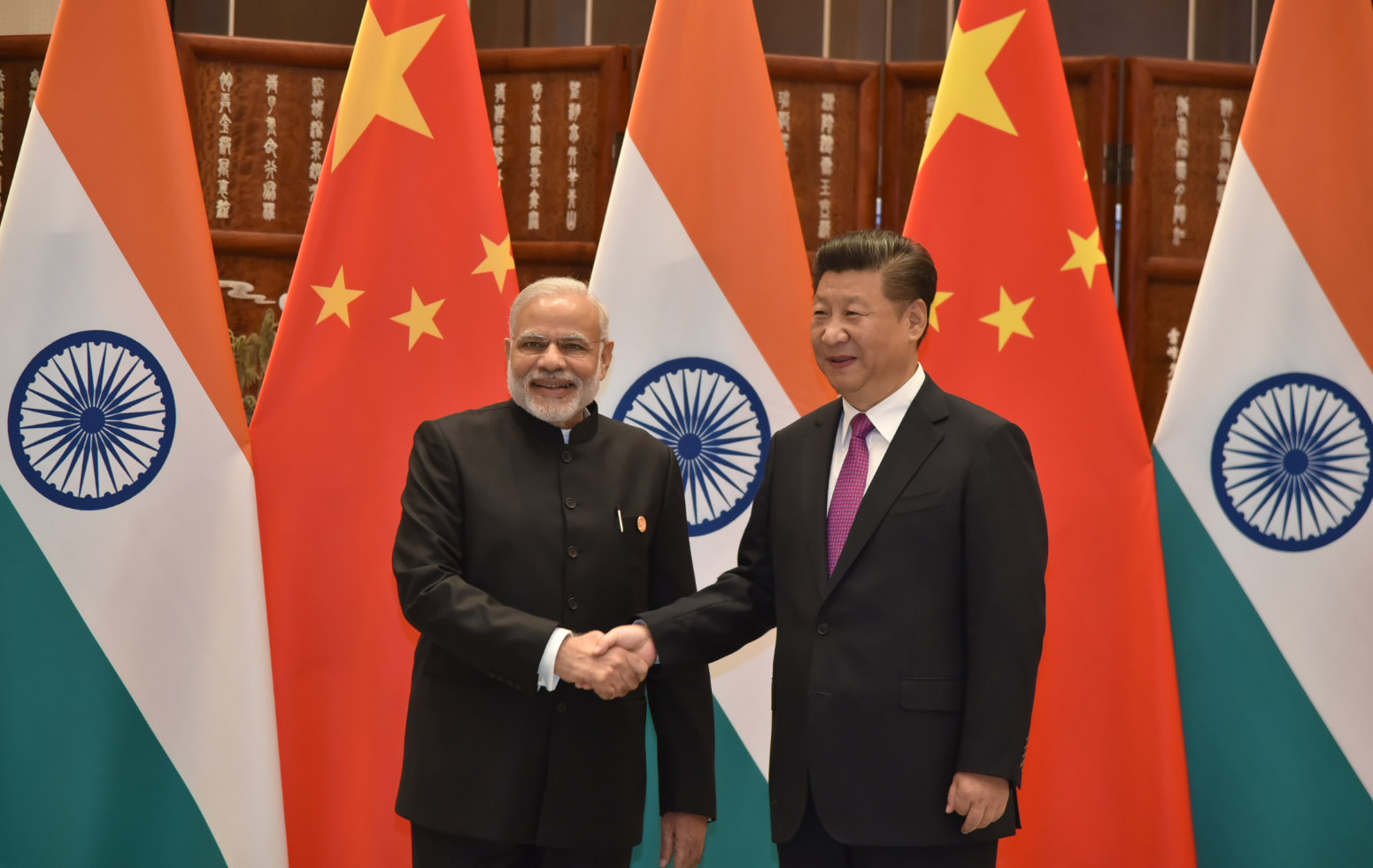
El presidente Xi Jinping con el primer ministro Narendra Modi, durante la Cumbre del G-20 de Hangzhou, en Hangzhou, en 2016.

Las relaciones entre China e India tuvieron altibajos bajo el mandato de Xi, que luego se deterioraron debido a diversos factores. En 2013, los dos países tuvieron un enfrentamiento en Depsang durante tres semanas, que terminó sin ningún cambio fronterizo.  En 2017, los dos países volvieron a tener un enfrentamiento por la construcción china de una carretera en Doklam, un territorio reclamado por Bután, aliado de la India, y China,,La crisis más grave en la relación se produjo cuando los dos países tuvieron un enfrentamiento mortal en 2020 en la Línea de Control Real, que dejó algunos soldados muertos.   Los enfrentamientos crearon un grave deterioro en las relaciones, con China apoderándose de una pequeña porción de territorio que la India controlaba.

#### Unión Europea
Los esfuerzos de China bajo Xi han sido para que la Unión Europea (UE) se mantenga en una posición neutral en su contienda con los Estados Unidos. China y la UE anunciaron el Acuerdo Global de Inversión (CAI) en 2020, aunque el acuerdo se congeló más tarde debido a las sanciones mutuas sobre Sinkiang.  Xi ha apoyado los llamamientos para que la UE logre una "autonomía estratégica" y también ha pedido a la UE que vea a China "de forma independiente". 

#### Japón
las relaciones comenzaron a mejorar y Xi fue invitado a visitar el país en 2020 aunque el viaje se retrasó más tarde debido a la pandemia de COVID-19.  En agosto de 2022, Kyodo News informó que Xi decidió personalmente permitir que los misiles balísticos aterrizaran dentro de la zona económica exclusiva (ZEE) de Japón durante los ejercicios militares celebrados alrededor de Taiwán, para enviar una advertencia a Japón.

#### Oriente Medio
Si bien China ha sido históricamente cautelosa a la hora de acercarse a los países de Oriente Medio, Xi ha cambiado este enfoque.  China se ha acercado tanto a Irán como a Arabia Saudita bajo el mandato de Xi.  Durante una visita a Irán en 2016, Xi propuso un amplio programa de cooperación con Irán, un acuerdo que luego se firmó en 2021.  China también ha vendido misiles balísticos a Arabia Saudita y está ayudando a construir 7.000 escuelas en Irak.  En 2013, Xi propuso un acuerdo de paz entre Israel y Palestina que implica una solución de dos Estados basada en las fronteras de 1967.  Turquía, con la que las relaciones fueron tensas durante mucho tiempo por los uigures, también se ha acercado a China.  El 10 de marzo de 2023, Arabia Saudita e Irán acordaron restablecer las relaciones diplomáticas cortadas en 2016 tras un acuerdo negociado entre los dos países por China tras conversaciones secretas en Pekín. 

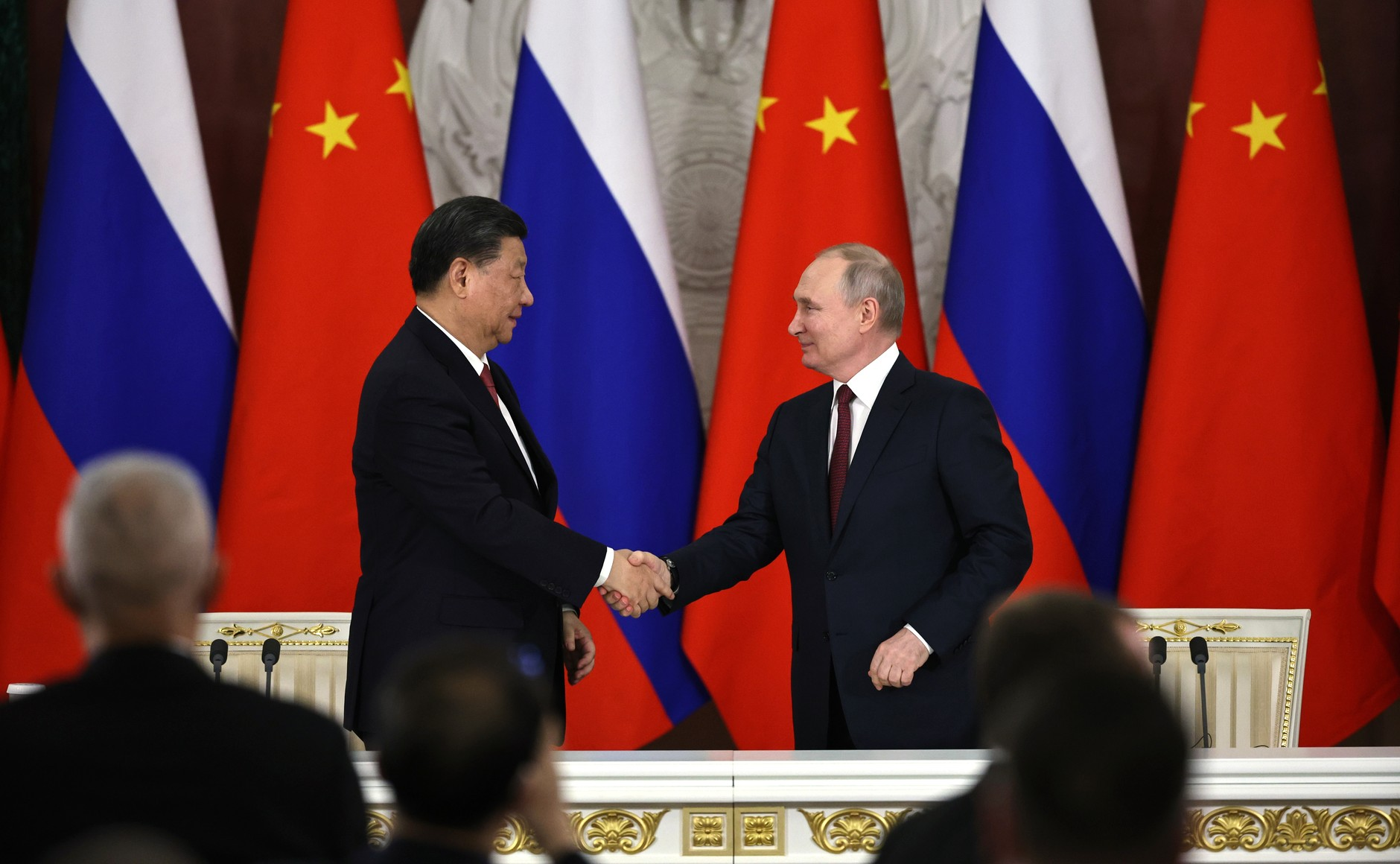
Xi Jinping y Vladímir Putin en Moscú en marzo de 2023

#### Rusia
Xi ha cultivado relaciones más sólidas con Rusia, particularmente a raíz de la crisis de Ucrania de 2014. Parece haber desarrollado una fuerte relación personal con el presidente Vladímir Putin. Ambos son vistos como líderes fuertes con una orientación nacionalista que no temen imponerse a los intereses occidentales.  Xi asistió a las ceremonias de apertura de los Juegos Olímpicos de Invierno de 2014 en Sochi. Bajo el mandato de Xi, China firmó un acuerdo de gas de 400.291 millones de dólares con Rusia; China también se ha convertido en el mayor socio comercial de Rusia. 
Xi y Putin se reunieron el 4 de febrero de 2022 durante el período previo a los Juegos Olímpicos de Pekín 2022 durante la masiva acumulación de fuerza rusa en la frontera con Ucrania, y ambos expresaron que los dos países están casi unidos en su alineación antiestadounidense y que ambas naciones no compartían "límites" a sus compromisos.   Funcionarios estadounidenses dijeron que China había pedido a Rusia que retrasara la invasión de Ucrania hasta después de que terminaran los Juegos Olímpicos de Beijing el 20 de febrero.  En abril de 2022, Xi Jinping expresó su oposición a las sanciones contra Rusia.  El 15 de junio de 2022, Xi Jinping reafirmó el apoyo de China a Rusia en cuestiones de soberanía y seguridad.  Sin embargo, Xi también dijo que China está comprometida a respetar "la integridad territorial de todos los países" y dijo que China estaba "dolida de ver cómo se reavivaban las llamas de la guerra en Europa".  
Durante la guerra, el presidente ucraniano, Volodímir Zelenski, ha dado una visión matizada de China, diciendo que el país tiene la influencia económica para presionar a Putin para que ponga fin a la guerra, y agregó: "Estoy seguro de que sin el mercado chino para la Federación Rusa, Rusia se sentiría completamente aislada económicamente. Eso es algo que China puede hacer: limitar el comercio [con Rusia] hasta que termine la guerra". En agosto de 2022, Zelenski dijo que desde el comienzo de la guerra en Ucrania, Xi Jinping no respondió a sus solicitudes de conversaciones directas con él.  Además, dijo que, si bien le gustaría que China adoptara un enfoque diferente de la guerra en Ucrania, también quería que la relación mejorara cada año y dijo que China y Ucrania compartían valores similares. 

#### Taiwán
En 2015, Xi se reunió con el presidente taiwanés Ma Ying-jeou, lo que marcó la primera vez que los líderes políticos de ambos lados del Estrecho de Taiwán se reunieron desde el final de la guerra civil china en China continental en 1950.  Xi dijo que China y Taiwán son "una familia" que no puede separarse.  Sin embargo, las relaciones comenzaron a deteriorarse después de que Tsai Ing-wen, del Partido Democrático Progresista (DPP), ganara las elecciones presidenciales de 2016. 
En el XIX Congreso del Partido, Xi reafirmó seis de los nueve principios que se habían afirmado continuamente desde el XVI Congreso del Partido en 2017, con la notable excepción de "depositar esperanzas en el pueblo de Taiwán como una fuerza para ayudar a lograr la unificación".  Según la Brookings Institution, Xi utilizó un lenguaje más enérgico sobre la posible independencia de Taiwán que sus predecesores hacia los anteriores gobiernos del DPP en Taiwán.  Dijo que "nunca permitiremos que ninguna persona, organización o partido político separe ninguna parte del territorio chino de China en ningún momento y de ninguna forma". 
En 2022, después de los ejercicios militares chinos alrededor de Taiwán, la República Popular China publicó un libro blanco llamado "La cuestión de Taiwán y la reunificación de China en la nueva era", que fue el primer libro blanco sobre Taiwán desde el año 2000.  El documento instó a Taiwán a convertirse en una región administrativa especial de la República Popular China bajo la fórmula de un país, dos sistemas, y dijo que "un pequeño número de países, el principal de ellos" están "utilizando Taiwán para contener a China".  En particular, el nuevo libro blanco excluyó una parte que anteriormente decía que la República Popular China no enviaría tropas ni funcionarios a Taiwán después de la unificación.

#### Estados Unidos

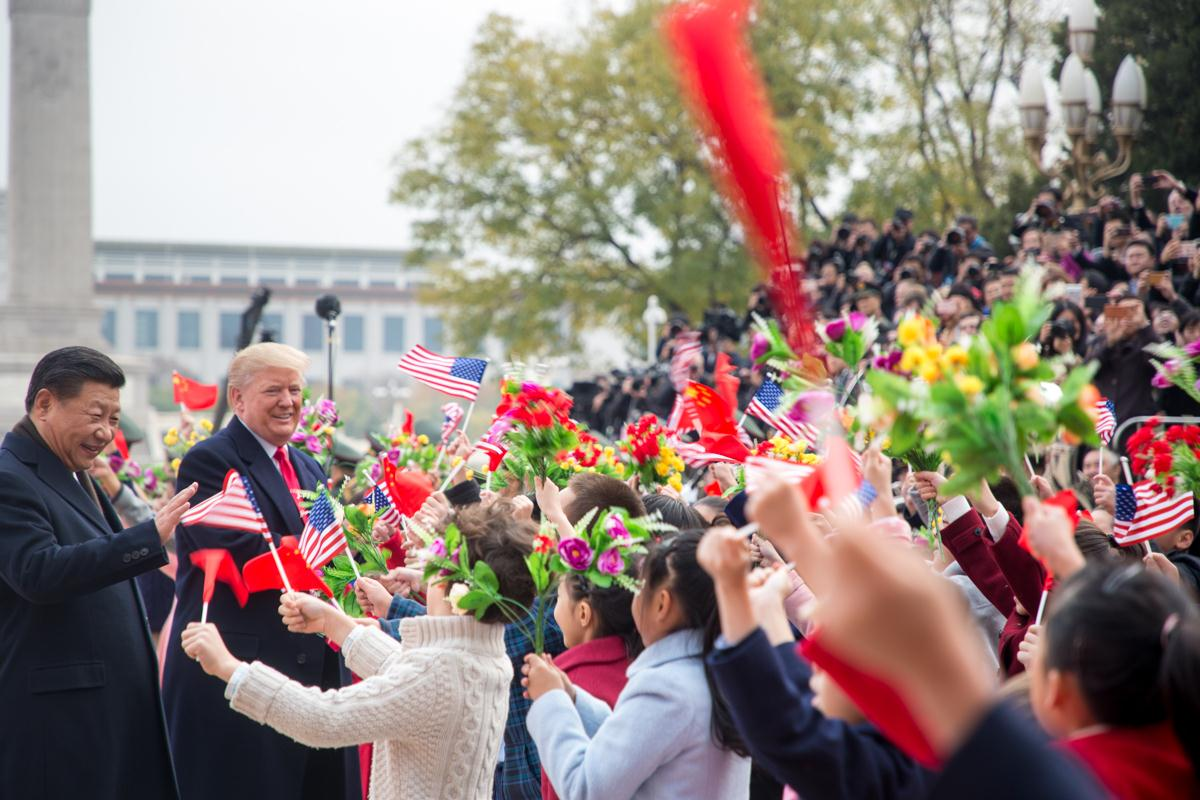
El presidente de Estados Unidos, Donald Trump, llega a China, el 8 de noviembre de 2017

Xi ha calificado las relaciones entre China y Estados Unidos en el mundo contemporáneo como un "nuevo tipo de relaciones entre grandes potencias", una frase que el gobierno de Obama se había mostrado reacio a aceptar.  Bajo su administración, el Diálogo Estratégico y Económico entre Estados Unidos y China que comenzó bajo Hu Jintao ha continuado, hasta que fue suspendido por la administración de Donald Trump.  Sobre las relaciones entre China y Estados Unidos, Xi dijo: "Si [China y Estados Unidos] están en confrontación, seguramente significaría un desastre para ambos países".  Estados Unidos ha criticado las acciones chinas en el Mar de China Meridional.  En 2014, piratas informáticos chinos comprometieron el sistema informático de la Oficina de Administración de Personal de Estados Unidos, lo que resultó en el robo de aproximadamente 22 millones de registros de personal manejados por la oficina.  Xi también se ha pronunciado indirectamente sobre el "giro estratégico" de Estados Unidos hacia Asia. 
Las relaciones con Estados Unidos se deterioraron después de que Donald Trump se convirtiera en presidente en 2017.  Desde 2018, Estados Unidos y China han estado involucrados en una guerra comercial cada vez más intensa.  En 2020, las relaciones se deterioraron aún más debido a la pandemia de COVID-19.  En 2021, Xi calificó a Estados Unidos como la mayor amenaza para el desarrollo de China, diciendo que "la mayor fuente de caos en el mundo actual es Estados Unidos".  Xi también ha desechado una política anterior en la que China no desafiaba a Estados Unidos en la mayoría de los casos, mientras que los funcionarios chinos dijeron que ahora ven a China como un "igual" a Estados Unidos El 6 de marzo de 2023, durante un discurso ante la Conferencia Consultiva Política del Pueblo Chino (CCPPCh), Xi dijo que "los países occidentales, liderados por Estados Unidos, han implementado una contención integral, cerco y represión" contra China, lo que, según dijo, trajo "desafíos graves sin precedentes para el desarrollo de nuestro país". 

### Seguridad nacional
Xi ha dedicado una gran cantidad de trabajo a la seguridad nacional, pidiendo una "arquitectura holística de seguridad nacional" que abarque "todos los aspectos del trabajo del partido y del país".  Durante una conversación privada con el presidente de Estados Unidos, Barack Obama, y el vicepresidente Biden, dijo que China había sido objeto de "revoluciones de colores", lo que presagiaba su enfoque en la seguridad nacional.  Desde su creación por Xi, la Comisión de Seguridad Nacional ha establecido comités de seguridad locales, centrados en la disidencia.  En nombre de la seguridad nacional, el gobierno de Xi ha aprobado numerosas leyes, incluida una ley de contraespionaje en 2014, seguridad nacional y una ley antiterrorista en 2015,  y una ley de ciberseguridad.

### Hong Kong
Durante su liderazgo, Xi ha apoyado y buscado una mayor integración política y económica de Hong Kong con China continental, incluso a través de proyectos como el puente Hong Kong-Zhuhai-Macao.  Ha impulsado el proyecto de la Gran Área de la Bahía, que tiene como objetivo integrar Hong Kong, Macao y otras nueve ciudades de Guangdong.  El impulso de Xi por una mayor integración ha creado temores de una disminución de las libertades en Hong Kong.  Muchos de los puntos de vista sostenidos por el gobierno central y finalmente implementados en Hong Kong se esbozaron en un libro blanco publicado por el Consejo de Estado en 2014 titulado La práctica de la política de "un país, dos sistemas" en la Región Administrativa Especial de Hong Kong, que describía que el gobierno central de China tiene una "jurisdicción integral" sobre Hong Kong.  Bajo el mandato de Xi, el gobierno chino también declaró que la Declaración Conjunta Sino-Británica era legalmente nula. 
En agosto de 2014, el Comité Permanente de la Asamblea Popular Nacional (APNP) tomó una decisión que permitía el sufragio universal para la elección del jefe ejecutivo de Hong Kong en 2017, pero también exigía a los candidatos que "amaran al país y amaran a Hong Kong", así como otras medidas que garantizaban que el liderazgo chino fuera el responsable final de la selección. lo que provocó protestas y el eventual rechazo del proyecto de ley de reforma en el Consejo Legislativo debido a una huelga de los partidarios de Pekín para retrasar la votación.  En las elecciones a jefe ejecutivo de 2017, Carrie Lam salió victoriosa, según se informa, con el respaldo del Politburó del PCCh. 
Xi ha apoyado al Gobierno de Hong Kong y a Carrie Lam contra los manifestantes en las protestas de Hong Kong de 2019-2020, que estallaron después de un proyecto de ley propuesto que permitiría las extradiciones a China.  Ha defendido el uso de la fuerza por parte de la policía de Hong Kong, afirmando que "apoyamos firmemente a la policía de Hong Kong para que tome medidas contundentes para hacer cumplir la ley, y al poder judicial de Hong Kong para castigar de conformidad con la ley a quienes han cometido delitos violentos".  Durante su visita a Macao el 20 de diciembre de 2019 como parte del 20.º aniversario de su regreso a China, Xi advirtió sobre la interferencia de fuerzas extranjeras en Hong Kong y Macao, al tiempo que insinuó que Macao podría ser un modelo a seguir para Hong Kong. 
En 2020, el NPCSC aprobó una ley de seguridad nacional en Hong Kong que amplió drásticamente la represión del gobierno contra la oposición en la ciudad; Entre las medidas se encuentran la drástica restricción de la oposición política y la creación de una oficina del gobierno central fuera de la jurisdicción de Hong Kong para supervisar la aplicación de la ley.

### Pandemia de COVID-19
El 13 de enero la OMS informó sobre el entonces primer caso confirmado fuera de China. Una mujer china de 61 años vecina de Wuhan que el 8 de enero viajó en vuelo directo de Wuhan a Tailandia en compañía de cinco miembros de su familia en un grupo de dieciséis personas. Fue detectada en el aeropuerto de Suvarnabhumi (BKK) al presentar fiebre alta. Hospitalizada, el 12 de enero dio «positivo por coronavirus por reacción en cadena de la transcriptasa-polimerasa inversa (RT-PCR)». «Informó de que había visitado regularmente un mercado local de productos frescos en Wuhan antes de la aparición de la enfermedad el 5 de enero de 2020. Sin embargo, no informó de que hubiera visitado el Mercado Mayorista de Mariscos del Sur de China, donde se detectaron la mayoría de los casos».
Según posteriores informaciones en medios de comunicación, el COVID-19 ya estaría presente en Europa en diciembre: en París según El Periódico y en Milán y Turín según El País.
La Comisión Nacional de Salud de China confirmó el 20 de enero de 2020 que el nuevo coronavirus se transmitía entre humanos. Al mismo tiempo, empezaron a darse casos de la enfermedad entre personal sanitario y el virus saltó a Corea del Sur. La OMS advirtió de que podría originarse una epidemia internacional, temor que se incrementó por la cercanía de las celebraciones del Año Nuevo Chino, durante las cuales muchos millones de personas se desplazan de una provincia a otra.

Progresión en una escala logarítmica de número de casos (azul) y número de muertes (rojo) en China.

En la primera semana de marzo, tras más de 3000 muertos, el Gobierno chino consideró que lo peor de la pandemia ya había pasado. El número de nuevas infecciones decrecia continuamente y el nivel de alerta fue reducido en la mayoría de las provincias. La actividad económica repuntó a pesar de que todavía faltaban por retornar a sus puestos unos 50 millones de trabajadores.
El 19 de marzo fue el primer día que no se registró ningún caso entre la población china, siendo, los únicos 34 casos reportados, importados desde el extranjero. Durante la semana siguiente, la provincia de Hubei reportó como máximo un nuevo caso al día, lo cual permitió al Gobierno declarar el final del periodo de crisis. Sin embargo, el 27 de marzo la prensa extranjera reportaba que sí existían nuevas infecciones en Wuhan y que estaban siendo ocultadas por el gobierno local, a pesar de que el primer ministro Li Keqiang había ordenado que en ningún caso se escondieran casos. Por otro lado, la cifra de casos declarada por China, según el Financial Times no incluiría a los infectados sin síntomas, cuyo número se mantendría secreto.
El 28 de febrero de 2021, la vacuna monodosis, desarrolada por un grupo de investigación dirigido por la académica y epidiemologa china Chen Wei, ha sido recientemente aprobada condicionalmente por la Administración Nacional de Productos Médicos de China, país que ya contiene 3 vacunas aprobadas en su territorio. Por el momento solo se habían autorizado el uso de dos vacunas, en modo de emergencia: la dosis BBIBP-CorV de la farmaceútcia Sinopharm, la de vacuna CoronaVac de Sinovac, así como la aprobación de la vacuna Convidicea de la empresa china CanSino Biologics.
Se prevé su uso solamente a personas mayores de 18 años, asimismo, la vacuna puede almacenarse y transportarse si se mantiene en una temperatura de 2 y 8 grados centígrados.
Según medios locales chinos, los estudios premilinares afirman que tiene un 65,7% de efectividad en casos con síntomas visibles y un 90,98% de efectividad en casos graves.
La fase inicial de pruebas clínicas de la vacuna iniciará el 16 de marzo, y se convierte en la primera inmunización creada en China que requiere una aplicación de una única dosis. Según las características que presentaron en el informe, la vacuna crea anticuerpos tras 14 días de inoculación, tiene efecto protector con una duración máxima de 6 meses tras la primera inmunización aplicada, y la respuesta inmunitaria puede aumentar de 10 a 20 veces si se suministra una segunda dosis después de medio año de aplicada la primera.

Número de casos (azul) y número de fallecidos (rojo) en una escala logarítmica.

A mediados de marzo de 2022, la República Popular China registró sus primeras muertes en más de un año, durante los días siguientes también los contagios se incrementaron considerablemente; para abril se había superado en términos de contagios y muertes a las cifras más altas de la epidemia a principios de 2020, impulsados principalmente por la variante ómicron de la COVID-19 y sus subvariantes conocidas.
El gobierno ordenó un nuevo confinamiento en varias ciudades de China, como Shanghái, Xi'an y Suzhou, entre otras, en la denominada política conocida como "COVID cero", que el gobierno chino impulsa como estrategia para mantener al país libre de la circulación del virus. Dicha estrategia ha comenzado a provocar estragos en la economía y la sociedad china, al incluir en el confinamiento el cierre de empresas y prohibir la salida de las personas de sus casas para comprar comida.

## Controversias respecto a la violación de derechos humanos
Diversas ONG, como Amnistía Internacional y Human Rights Watch, han responsabilizado al gobierno de Xi por el aumento de las violaciones de derechos humanos en China, situación que, según Human Rights Watch, «ha estado en su peor momento desde las protestas de la Plaza de Tiananmén». Para estos organismos, la situación de derechos humanos en China puede atribuirse a una necesidad de controlar una economía exitosa, que ha reducido virtualmente la pobreza urbana y la ha reducido significativamente en sectores rurales, en grandes extensiones de territorio con una gran población. Entre las múltiples acciones de las que se le acusa a Xi, se pueden encontrar un aumento del uso de la censura, la vigilancia masiva y detención arbitrarias de activistas. También de un manejo negligente de la pandemia de coronavirus, de acuerdo con el periódico alemán Der Spiegel. Diversas fuentes, a raíz de estas acciones, atribuyen un aumento del culto a la personalidad, consideran a Xi como un dictador. 

### Campos de internamiento de Sinkiang
Asociaciones de derechos humanos y la Organización de Naciones Unidas denuncian que en la región de Sinkiang existen campos de concentración, establecidos durante el gobierno de Xi Jinping, en los que se someten a prisioneros uigures a trabajos forzados. El gobierno chino se defiende argumentando que dichos campos de internamientos no son más que centros de "educación vocacional" destinados a controlar el pensamiento extremista en la región y, por consiguiente, poder controlar el terrorismo islámico. No obstante la versión oficial de Pekín, La «Lista Karakax», documento filtrado por Abudewli Ayup, activista uigur exiliado en Noruega, expone las violaciones de derechos humanos sufridas por uigures. Medios internacionales afirman que los motivos de los internamientos en los campos de reeducación son arbitrarios y completamente ajenos a la asociación con el terrorismo islámico, siendo los más comunes el dejarse crecer la barba o rezar en casa.

## Pensamiento
El pensamiento Xi Jinping o, por su nombre completo, Pensamiento de Xi Jinping sobre el socialismo para una nueva era, es la línea ideológica actual del Partido Comunista de China. Su nombre oficial es pensamiento de Xi Jinping sobre el socialismo con características chinas en la nueva época y está basado en una continuación y desarrollo del marxismo-leninismo, el pensamiento de Mao Zedong, la teoría de Deng Xiaoping, la triple representatividad y la concepción científica del desarrollo.
Xi mencionó por primera vez su «Pensamiento sobre el socialismo con características chinas en la nueva época» en el discurso inaugural en el 19.º Congreso del Partido en octubre de 2017. El 24 de octubre de 2017, en el XIX Congreso del Partido el «Pensamiento sobre el socialismo con características chinas en la nueva época» fue incluido en los Estatutos del Partido Comunista de China.
Su pensamiento consta de catorce principios básicos:
1. Garantizar el liderazgo del Partido Comunista de China sobre todas las formas de trabajo en China.
2. El Partido Comunista de China debe adoptar un enfoque centrado en el colectivo por el bien común.
3. La continuación de la «consolidación integral de las reformas».
4. Adoptar nuevas ideas de base científica para un «desarrollo innovador, coordinado, ecológico, abierto y compartido».
5. Continuar el «socialismo de características chinas» con «el pueblo como dueño del país».
6. Gobernar China como un Estado de Derecho.
7. «Practicar los valores centrales del socialismo», incluyendo el marxismo, el comunismo y el socialismo con características chinas.
8. «Mejorar el nivel de vida y el bienestar de las personas es el objetivo principal del desarrollo».
9. Respeto a la naturaleza con políticas de «ahorro energético y protección del medio ambiente» y «contribuir a la seguridad ecológica global».
10. Perseguir un enfoque global para la seguridad nacional.
11. El Partido Comunista de China debe tener «un liderazgo absoluto» sobre el Ejército de Liberación Popular de China.
12. Promover el principio de «un país, dos sistemas» para Hong Kong y Macao y finalizar una futura «reunificación nacional completa» y seguir la política de Una China y el Consenso de 1992 respecto a Taiwán.
13. Establecer un destino común entre el pueblo chino y otros pueblos del mundo con un «entorno internacional pacífico».
14. Mejorar la disciplina partidaria en el Partido Comunista de China.

Por otra parte, Xi se ha manifestado contrario al proteccionismo económico y a favor de equilibrar la globalización para «hacerla más incluyente y equitativa». Por otra parte llamó a estudiar al sistema capitalista actual a la vez que dijo que su partido debe desarrollar más el socialismo con características chinas y no debe abandonar el marxismo-leninismo porque si lo hiciese el partido perdería «su alma y dirección», además de calificarlo como «irreemplazable» para «comprender y transformar el mundo».

## Condecoraciones
| Condecoración | Condecoración                                        | País/Organización             | Fecha                    | Notas                                                           | Ref.    |
| ------------- | ---------------------------------------------------- | ----------------------------- | ------------------------ | --------------------------------------------------------------- | ------- |
|               | Orden Olímpica                                       | Comité Olímpico Internacional | 19 de noviembre de 2013  | El máximo galardón del movimiento olímpico                      | [ 186 ] |
|               | Gran Cordón de la Orden de Leopoldo                  | Bélgica                       | 19 de noviembre de 2013  | La orden más alta de Bélgica                                    | [ 186 ] |
|               | Gran Collar de la Orden del Libertador               | Venezuela                     | 20 de julio de 2014      | La orden más alta de Venezuela                                  | [ 187 ] |
|               | Orden de José Martí                                  | Cuba                          | 22 de julio de 2014      | La orden más alta de Cuba                                       | [ 188 ] |
|               | Nishan-e-Pakistan                                    | Pakistán                      | 21 de abril de 2015      | El premio civil más alto de Pakistán                            | [ 189 ] |
|               | Orden de Abdulaziz al Saud                           | Arabia Saudita                | 19 de enero de 2016      | Orden del Mérito de Arabia Saudita                              | [ 190 ] |
|               | Collar de la Orden de la República de Serbia         | Serbia                        | 18 de junio de 2016      | La orden estatal más alta de Serbia                             | [ 191 ] |
|               | Orden por el Fortalecimiento de la Paz y la Amistad  | Bielorrusia                   | 29 de septiembre de 2016 | Orden de Bielorrusia                                            | [ 192 ] |
|               | Gran Cruz de la Medalla de Honor                     | Perú                          | 21 de noviembre de 2016  | Medalla de Perú                                                 | [ 193 ] |
|               | Orden del Santo Apóstol Andrés el Primero Llamado    | Rusia                         | 3 de julio de 2017       | La orden más alta de Rusia.                                     | [ 194 ] |
|               | Gran Collar del Estado de Palestina                  | Palestina                     | 18 de julio de 2017      | La más alta orden civil de Palestina                            | [ 195 ] |
|               | Orden de Zayed                                       | Emiratos Árabes Unidos        | 20 de julio de 2018      | La más alta condecoración civil de los Emiratos Árabes Unidos   | [ 196 ] |
|               | Gran Cruz de la Orden del León                       | Senegal                       | 29 de julio de 2018      | Orden de Senegal                                                | [ 197 ] |
|               | Collar de la Orden del Libertador General San Martín | Argentina                     | 2 de diciembre de 2018   | La más alta condecoración concedida a extranjeros por Argentina | [ 198 ] |
|               | Orden de Manas                                       | Kirguistán                    | 13 de junio de 2019      | La orden más alta de Kirguistán                                 | [ 199 ] |
|               | Orden de la Corona                                   | Tayikistán                    | 15 de junio de 2019      | Orden de Tayikistán                                             | [ 200 ] |
|               | Orden del Águila Dorada                              | Kazajistán                    | 14 de septiembre de 2022 | La orden más alta de Kazajistán                                 | [ 201 ] |
|               | Orden de la Amistad                                  | Uzbekistán                    | 15 de septiembre de 2022 | Premio estatal de Uzbekistán                                    | [ 202 ] |

## Obra
- Xi, Jinping. (2014). Xi Jinping: La gobernación y administración de China. Foreign Languages Press. ISBN 978-7-119-09059-7. OCLC 918217063.